# Katedra w Uzès
Katedra w Uzès (fr. Cathédrale Saint-Théodorit d'Uzès) – dawna katedra pod wezwaniem Teodoreta, w Uzès, departament Gard, region Oksytania, Francja. Aktualnie kościół parafialny.
Wewnątrz katedry znajdują się zabytkowe XVII-wieczne organy składające się z 2 772 piszczałek.  